# Mannitolhexanitraat
Mannitolhexanitraat (ook wel aangeduid als nitromanniet) is een krachtig primair explosief met als brutoformule C6H8N6O18. Het is een vaste stof, die erg explosiegevoelig is, vooral bij hoge temperaturen (> 75°C), waar ze zelfs gevoeliger is dan nitroglycerine.

## Synthese
Mannitolhexanitraat wordt bereid door de nitrering van mannitol met salpeterzuur:
{\displaystyle \mathrm {C_{6}H_{14}O_{6}\ +\ 6\ HNO_{3}\ \longrightarrow \ C_{6}H_{8}N_{6}O_{18}\ +\ 6\ H_{2}O} }